# Born to Fight (album)
Born to Fight è il quarto album in studio dei Vanadium, pubblicato nel 1986.

## Il disco
È presente la ballad Easy Way to Love per la quale venne girato un video; è inoltre considerato il capolavoro per eccellenza della band capitanata dal famoso cantante Pino Scotto che oltre a mostrare un sound massiccio e rabbioso con canzoni tipo Run Too Fast e Before It's Too Late contiene anche varie canzoni con un sound delicato e diverso come Arms In The Air. Contiene inoltre una reinterpretazione dei Deep Purple.

## Tracce
Testi di Scotto-Tessarin-Prantera, eccetto dove specificato.
1. Run too Fast – 5:26
2. Still got Time – 4:04
3. Before It's too Late – 4:11
4. Easy Way to Love – 5:40
5. I Was Born to Rock – 3:58
6. Never Before (Deep Purple Cover) – 3:31 (Blackmore, Paice, Lord, Glover, Gillan)
7. Ridge Farm – 4:19 (Tessarin-Prantera)
8. Arms in the Air – 6:33

## Formazione
- Pino Scotto - voce
- Steve Tessarin - chitarra
- Mimmo Prantera - basso
- Ruggero Zanolini - tastiere
- Lio Mascheroni - batteria